# USS Hodges (DE-231)
USS Hodges (DE-231) là một tàu hộ tống khu trục lớp Rudderow từng phục vụ cùng Hải quân Hoa Kỳ trong Chiến tranh Thế giới thứ hai. Nó là chiếc tàu chiến duy nhất của Hải quân Hoa Kỳ được đặt cái tên này, theo tên Thiếu úy Hải quân Flournoy Glen Hodges (1919-1942), phi công từng phục vụ cùng một liên đội ném ngư lôi tại Mặt trận Thái Bình Dương, đã bị bắn rơi và được xem là mất tích trong Trận Midway vào ngày 4 tháng 6, 1942. Thiếu úy Hodges được truy tặng Huân chương Chữ thập Hải quân và được truy thăng lên Trung úy. Nó đã phục vụ cho đến khi chiến tranh kết thúc, xuất biên chế năm 1946, rồi cuối cùng bị bán để tháo dỡ vào năm 1973. Hodges được tặng thưởng một Ngôi sao Chiến trận do thành tích phục vụ trong Thế Chiến II.

## Thiết kế và chế tạo
Lớp Rudderow có thiết kế hầu như tương tự với lớp Buckley trước đó; vì giữ lại kiểu động cơ turbine-điện General Electric, cung cấp điện năng cho mô-tơ điện để dẫn động hai trục chân vịt. Lớp này còn được gọi là kiểu TEV, do hệ thống động lực Turbo-Electric và cỡ pháo 5-inch (V).
Dàn pháo chính được nâng cấp lên hai khẩu pháo 5 inch (130 mm)/38 cal trên hai tháp pháo nòng đơn, được phân bố một phía trước mũi và một phía sau tàu. Hỏa lực phòng không được nâng lên hai khẩu đội pháo phòng không Bofors 40 mm nòng đôi và mười pháo phòng không Oerlikon 20 mm. Vũ khí chống ngầm bao gồm một dàn súng cối chống tàu ngầm Hedgehog Mk. 10 (có 24 nòng và mang theo 144 quả đạn); hai đường ray Mk. 9 và tám máy phóng K3 Mk. 6 để thả mìn sâu. Con tàu vẫn giữ lại ba ống phóng ngư lôi Mark 15 21 inch (533 mm), và được trang bị radar SL dò tìm không trung và radar SC/SA dò tìm mặt biển. Thủy thủ đoàn đầy đủ bao gồm 15 sĩ quan và 168 thủy thủ.
Hodges được đặt lườn tại Xưởng hải quân Charleston ở Charleston, South Carolina vào ngày 9 tháng 9, 1943. Nó được hạ thủy vào ngày 9 tháng 12, 1943, được đỡ đầu bởi cô Dorothy Jane Hodges, em gái Trung úy Hodges, và nhập biên chế cùng Hải quân Hoa Kỳ vào ngày 27 tháng 5, 1944 dưới quyền chỉ huy của Hạm trưởng, Thiếu tá Hải quân Victor Bonnar Staadecker.

## Lịch sử hoạt động
Sau khi hoàn tất việc chạy thử máy huấn luyện tại khu vực Bermuda, Hodges quay trở lại Xưởng hải quân Charleston để sửa chữa sau chạy thử máy, rồi lên đường đi sang khu vực Tây Ấn để tuần tra chống tàu ngầm. Nó khởi hành từ New York vào ngày 14 tháng 10, 1944 để đi sang khu vực Mặt trận Thái Bình Dương, đi đến Hollandia, New Guinea vào ngày 21 tháng 11. Sau các hoạt động hộ tống tại chỗ, nó lên đường đi Philippines vào ngày 20 tháng 12 để phục vụ tuần tra chống tàu ngầm và hộ tống các đoàn tàu vận tải.
Vào đầu tháng 1, 1945, Hodges tham gia cùng Lực lượng Tấn công San Fabian dưới quyền Phó đô đốc Daniel E. Barbey để tiến hành cuộc đổ bộ lên San Fabian trong vịnh Lingayen, đến nơi vào ngày 9 tháng 1. Lúc 07 giờ 00, đang khi tuần tra tại khu vực đổ bộ, một máy bay tấn công tự sát Kamikaze đã tìm cách đâm bổ vào con tàu, nhưng trượt khỏi mục tiêu nên chỉ gây hư hại cột ăn-ten và ăn-ten radar trước khi đâm xuống nước. Không bị tổn thất về nhân mạng, chiếc tàu hộ tống khu trục nhanh chóng sửa chữa và tiếp tục hoạt động tuần tra bảo vệ, giúp cho cuộc đổ bộ hoàn tất.
Sau khi được sửa chữa tại Manus, Hodges đi đến vịnh Humboldt, New Guinea vào ngày 15 tháng 2 để hộ tống một đoàn tàu vận tải đi Leyte. Nó tiếp nối hoạt động hộ tống vận tải cho đến hết tháng 3, hộ tống các đoàn tàu vận tải vận chuyển tiếp liệu đi đến Philippines. Vào ngày 11 tháng 4, con tàu tiến hành bắn phá các vị trí quân đội Nhật Bản tại Legaspi, Luzon, rồi trong tháng 4 và tháng 5 đã hoạt động huấn luyện phối hợp cùng tàu ngầm trong vịnh Manila. Sau khi hoạt động tuần tra và hộ tống tại vịnh Subic, nó lên đường đi Ulithi vào ngày 26 tháng 6. Trong giai đoạn từ ngày 1 tháng 7 đến ngày 18 tháng 12, con tàu phục vụ tuần tra và canh phòng máy bay trên tuyến đường giữa Ulithi và Okinawa.
Rời Samar, Philippines vào ngày 18 tháng 12 để quay trở về Hoa Kỳ, Hodges đi ngang qua Eniwetok và Trân Châu Cảng trước khi về đến San Francisco vào ngày 9 tháng 1, 1946. Nó được cho rút biên chế tại San Diego vào ngày 22 tháng 6, 1946, và đưa về Hạm đội Dự bị Thái Bình Dương. Con tàu được rút tên khỏi danh sách Đăng bạ Hải quân vào ngày 29 tháng 6, 1948, và bị bán để tháo dỡ vào năm 1973.

## Phần thưởng
Hodges được tặng thưởng một Ngôi sao Chiến trận do thành tích phục vụ trong Thế Chiến II.
|             |  |  |
| Bronze star |  |  |

| Huân chương Chiến dịch Hoa Kỳ                                           |                                      |                                   |
| Huân chương Chiến dịch Châu Á-Thái Bình Dương với 1 Ngôi sao Chiến trận | Huân chương Chiến thắng Thế Chiến II | Huân chương Giải phóng Philippine |